# The Brothers of Destruction
The Brothers of Destruction è stato un tag team di wrestling attivo nella World Wrestling Federation/Entertainment formato da Kane e The Undertaker, fratellastri secondo la kayfabe.

## Storia
Il tag team, nato dopo una lunga faida tra i due culminata nel 1998 a WrestleMania XIV e in un Inferno match a Unforgiven: In Your House, vinti entrambi da Undertaker, vinse il WWF Tag Team Championship per due volte; la prima battendo Edge e Christian nell'aprile del 2001, mentre la seconda sconfiggendo Diamond Dallas Page e Kanyon unificando il titolo con il WCW Tag Team Championship nell'agosto del 2001 e divenendo il primo tag team a detenere entrambi i titoli contemporaneamente.
I Brothers of Destruction alternarono periodi di attività ad altri in cui i due wrestler hanno combattuto separatamente o anche contro, come a SummerSlam 2000 e WrestleMania XX.
Fino al 1999 il duo venne accompagnato spesso dal loro manager Paul Bearer, padre di Kane (kayfabe). Bearer non apparve più a causa del suo addio alla WWF avvenuto nei primi mesi del 2000. Successivamente il duo venne accompagnato da Sara, allora moglie nella vita reale di Undertaker. Sara non si presentò più poiché era nel periodo di gravidanza.
Riunitosi nuovamente nel 2006 senza manager, i due combatterono sporadicamente in coppia fino alla separazione, avvenuta il 6 marzo 2010, che ha poi portato a una nuova faida tra i due che vide Kane prevalere per tre volte consecutive, rispettivamente a Night of Champions, in un Hell in a Cell match a Hell in a Cell e in un Buried Alive match a Bragging Rights.
Si riunirono ancora a Raw 1000, quando The Undertaker salvò il fratello dall'attacco di numerosi wrestler, per poi affrontare senza successo in coppia con Daniel Bryan (allora compagno di Kane nel Team Hell No) lo Shield.
Il 16, 17 e 18 ottobre 2015 i due lottarono in diversi house show in Messico; in tutte e tre le occasioni affrontarono con successo Luke Harper e Braun Strowman, due membri della Wyatt Family. A Hell in a Cell 2015, al termine dell'omonimo match tra Undertaker e Brock Lesnar, i membri della Wyatt Family attaccarono e rapirono Undertaker. La sera successiva a Raw Kane volle vendicarlo, ma subì la stessa sorte. Ciò portò a un tag team match tra i Brothers of Destruction e la Wyatt Family alle Survivor Series, dove sconfissero Bray Wyatt e Luke Harper.
Il 6 ottobre 2018 a Melbourne in Australia, Kane, accompagnò The Undertaker nel suo match contro Triple H a Super Show-Down, match vinto da quest'ultimo. Al termine del match, dopo un iniziale stretta di mano, i due attaccarono sia Triple H che Shawn Michaels. Il 2 novembre al Crown Jewel i due tag team si sfidarono in un match che vide come vincitori la D-Generation X.

## Statistiche
Dall'agosto 1998 al novembre 2018, i Brothers of Destruction disputarono un totale di 154 incontri, vincendo in 129 occasioni, pareggiando in 4 e perdendo in 21.

## Nel wrestling

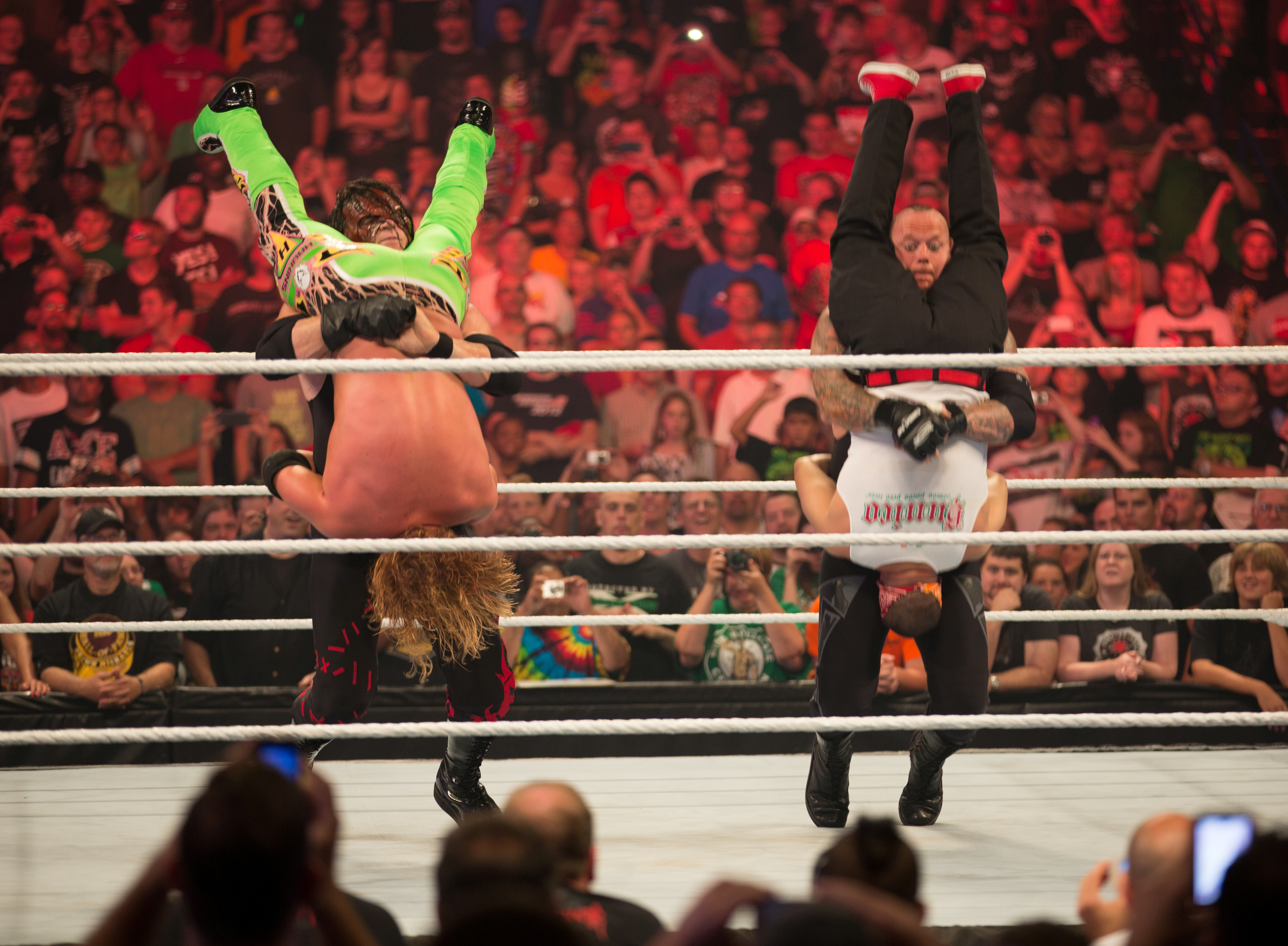
I Brothers of Destruction eseguono simultaneamente due Tombstone Piledriver su Curt Hawkins e Hunico

### Mosse finali
- Chokeslam
- Tombstone Piledriver (Kneeling reverse piledriver)

#### Mosse finali come tag team
- Double chokeslam

#### Manager
- Paul Bearer
- Sara

#### Musiche d'ingresso
- The Darkest Side di Jim Johnston (24 agosto 1998–5 ottobre 1998)
- Rollin' (Air Raid Vehicle) + Out of the Fire (come intro) dei Limp Bizkit e Jim Johnston (febbraio 2001–18 novembre 2001)
- Rest in Fire (Man on Fire & Rest in Peace) di Jim Johnston
- Rest in Peace + Man on Fire Intro di Jim Johnston (2009)
- Rest in Peace di Jim Johnston (10 novembre 2015)
- Veil of Fire remix + Rest in Peace (2017-2018)

## Titoli e riconoscimenti
- Pro Wrestling Illustrated
  - Manager of the Year (1998) – Paul Bearer
- World Wrestling Federation
  - WCW Tag Team Championship (1)[2]
  - WWF World Tag Team Championship (2)
- Wrestling Observer Newsletter
  - Worst Worked Match of the Year (2001) - vs. KroniK a Unforgiven